# Semenná banka

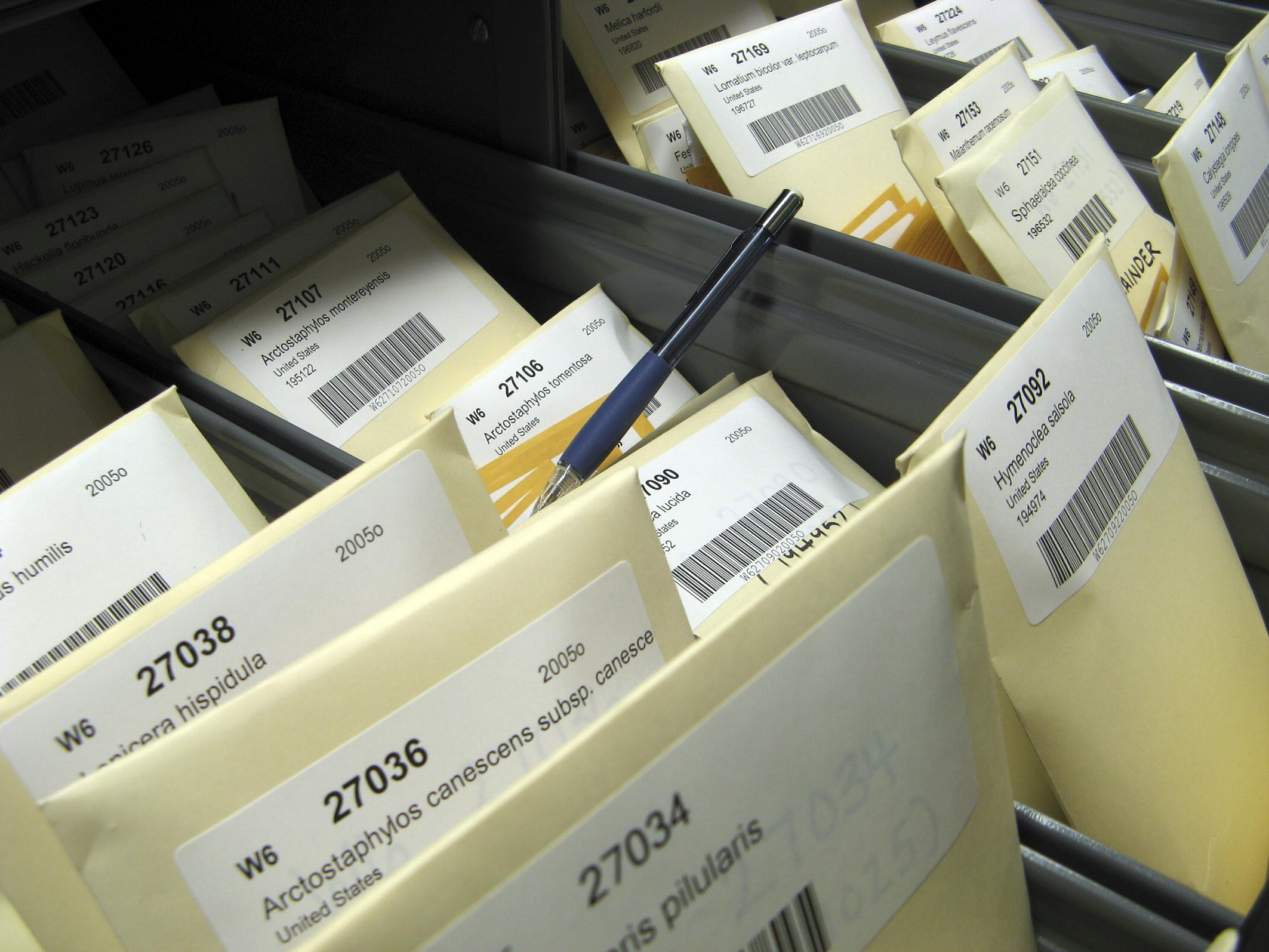
Balíčky v chladu uložených vzorků semen různých původních severoamerických rostlin v semenné bance WRPIS.

Semenná banka uchovává semena pro zachování genetické rozmanitosti, jde vlastně o typ genové banky. Existuje mnoho důvodů pro skladování semen. Jedním z nich je uchování genů, které pěstitelé rostlin potřebují ke zvýšení výnosu, odolnosti vůči chorobám, snášenlivosti sucha, nutriční kvality nebo chuti plodin. Dalším důvodem je snaha zabránit ztrátě genetické rozmanitosti u vzácných nebo poškozených druhů rostlin, aby byla zachována biologická rozmanitost ex situ. Mnoho druhů rostlin, které lidé používali ještě před staletími, se nyní používá už méně často, a semenné banky tak nabízejí způsob, jak zachovat jejich historickou a kulturní hodnotu.
Semena, skladovaná obvykle vysušená a v silně podchlazeném stavu, při konstantní nízké teplotě a nízké vlhkosti, jsou chráněna před ztrátou genetických zdrojů, které jsou jinak udržovány in situ nebo v polních sbírkách. Tyto alternativní „živé“ sbírky ale mohou být poškozeny přírodními katastrofami, vypuknutím choroby nebo válkou. Semenné banky jsou považovány za knihovny semen, které obsahují cenné informace o rostlinami vyvinutých strategiích boje proti stresu, a mohou být použity k vytvoření geneticky modifikovaných verzí existujících semen. Práce semenných bank trvá desetiletí, či dokonce i staletí. Většina semenných bank je financována z veřejných zdrojů a semena jsou obvykle k dispozici pro výzkum, který je veřejně prospěšný. Největšími semennými bankami jsou semenná banka Královských botanických zahrad v Kew (uloženo 80 tisíc vzorků) a především Špicberské globální úložiště semen (přes 900 tisíc uložených vzorků).